# Heron Lake
La ville américaine de Heron Lake est située dans le comté de Jackson, dans l’État du Minnesota. Lors du recensement de 2010, sa population s’élevait à 698 habitants.

## Source de la traduction
- (en) Cet article est partiellement ou en totalité issu de l’article de Wikipédia en anglais intitulé « Heron Lake, Minnesota » (voir la liste des auteurs).